# Gabriel Casals i Pena
Gabriel Casals i Pena (Seròs, el Segrià, 11 d'octubre de 1870 - Sabadell, el Vallès Occidental, 20 de febrer de 1956) fou un advocat i polític català. De tarannà catòlic, tolerant i dialogant, va ser president del Centre Català de Sabadell, secretari de la Cambra Oficial de Comerç i de la Indústria de Sabadell, secretari del Gremi de Fabricants de Sabadell i degà del Col·legi d'Advocats de Sabadell. Fou un gran defensor del dret català.

## Família
Gabriel Casals és fill d'Antoni Casals i de Maria Pena. Es va casar amb Maria Garcia i Garcia i van tenir cinc fills: Gabriel Casals, Margarida Casals, Montserrat Casals, Antoni Casals i Lluís Casals.
És avi de Muriel Casals i de Montserrat Casals.

## Biografia[1]
Nascut a Seròs (el Segrià) el 1870, va estudiar batxillerat a l'Institut de Lleida. Cursà la carrera de Dret a la Universitat de Saragossa i a la Universitat de Barcelona.
Es va establir a Sabadell l'any 1897, i ja aleshores exercia d'advocat. Fou membre del Centre Català de Sabadell (fundat el 1887) i allà estigué vinculat amb personatges públics com Antoni de P. Capmany i Borri, Modest Duran i Folguera, Domènec Saló i Salas i Manuel Folguera i Duran, entre d'altres. Durant la dictadura del general Primo de Rivera, aquest Centre es va clausurar, fet que va coincidir amb l'etapa en què n'era el president. A les eleccions municipals de 1931 va formar part de la candidatura catalanista conservadora, que va perdre.
L'any 1905 va fundar el Col·legi d'Advocats de Sabadell, del qual va ser degà entre els anys 1924 i 1956, any de la seva mort. Entre els anys 1909 i 1910 va exercir el càrrec de jutge municipal.
En les primeres dècades del segle xx també va exercir com a secretari de diverses institucions patronals i comercials significatives de la ciutat: la Unió Industrial (en fou el secretari oficial des del 1902 fins al 1919), el Gremi de Fabricants de Sabadell (en fou administrador des del 1903 fins al 1914, i fins al 1939 com a secretari) i la Cambra Oficial del Comerç i de la Indústria de Sabadell (en fou nomenat secretari el 1910).

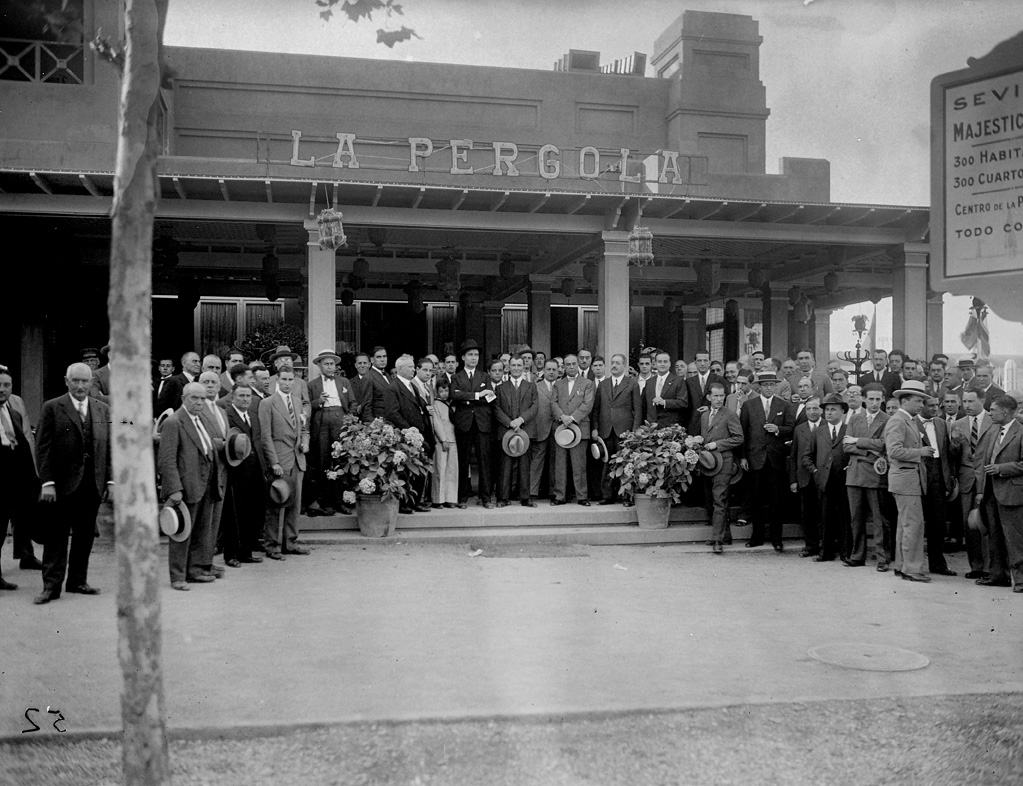
Exposició Internacional de Barcelona, 1929, restaurant La Pèrgola. Visita de l'alcalde Sabadell, Esteve M. Relat, i diversos membres del Gremi de Fabricants de Sabadell, entre els quals: Jaume Ninet i Vallhonrat, Enric Sarradell i Pascual, Ernest Abelló Viver, Pere Arús Trias i Gabriel Casals Pena (Francesc Casañas i Riera / Arxiu Històric de Sabadell).

En la seva etapa en el Gremi de Fabricants va participar activament i professionalment, després de la Primera Guerra Mundial, en les reclamacions derivades dels subministraments tèxtils als exèrcits aliats. De fet, va aconseguir una victòria legal als tribunals en el plet conegut com al "plet de les mantes": entre els anys 1916 i 1926 va portar el cas contra el demandat A. Casarramona, un intermediari de vendes i al final va aconseguir una sentència favorable al Gremi per al cobrament del deute i el pagament de les costes del judici. A banda, durant aquesta col·laboració professional amb el Gremi també va ser un dels promotors de la creació de l'Acondicionament i Docs (1919) i secretari del Comitè Delegat de Sabadell per a l'Exposició Internacional de Barcelona (1929). Després del 1939 va ser depurat com a secretari del Gremi per haver participat, durant la Guerra Civil espanyola, en la Comissió Representativa de les Entitats Econòmiques de Sabadell.